# Beresztóczy Miklós
Beresztóczy Miklós (Bartmann) (Budapest, 1905. május 26. – Budapest, 1973. szeptember 11.) címzetes prépost, politikus, békepap.

## Élete
Egyetemi éveit a Budapesti Tudományegyetem hittudományi karán végezte. 1928-ban szentelték pappá, ezután a budapesti Notre Dame de Sion lelkésze, hittanár volt. 1929-től esztergomi érseki levéltáros, főszentszéki jegyző, prímási titkár, közben pápai kamarás (1936). 1939-től a Vallás- és Közoktatásügyi Minisztériumban dolgozott; kanonok (1948). A budapesti Actio Catholica igazgatója volt 1946-1957 között. 1948-ban letartóztatták és 8 hónap börtönre ítélték, de az ítélethozatal után vállalta, hogy belép a békepapi mozgalomba, ezért szabadon engedték. Részt vett a Katolikus Papok Országos Békebizottsága megszervezésében 1950-ben, ennek elnöke volt 1950–1956 között. Országgyűlési képviselő volt 1953–tól haláláig. Az Országgyűlés alelnöke volt 1961-től haláláig. Az Országos Béketanács Katolikus Bizottságának főtitkára lett 1957-ben. Politikai szerepvállalása miatt több évig egyházi kiközösítés alá esett, aminek magyarországi kihirdetését az állami szervek nem engedélyezték.

## Művei
- Egyházi földrajz (Budapest, 1962)
- A katolikus békemozgalom 20 éve (Budapest, 1970)